# Пластичність (психологія)
Пласти́чність — виявляється у швидкому пристосуванні до обставин, що змінюються. Завдяки пластичності певні сторони психічної діяльності перебудовуються або компенсуються завдяки пластичності вищої нервової діяльності. Слабкість, неврівноваженість або недостатня рухливість типу нервової системи за належних умов життя та виховання набирають позитивних якостей.

## Роль пластичності
В античності вважали, що діти народжуються з природною схильністю або стилем поведінкової та емоційної реакції на різноманітні фізіологічні, психосоціальні та енергетичні стимули. Ця вроджена біологічна схильність отримала назву "темперамент" і спочатку асоціювалася зі звичайною автоматичною активністю та емоційною реактивністю. Хоча темперамент зазвичай є досить стабільним протягом життя, він може змінюватися під впливом зовнішніх умов.
Натомість інші аспекти особистості, які відрізняють людей від тварин, були згуртовані під загальною назвою "характер". Кант визначав характер як те, що людина навмисно робить із себе. Таким чином, характер визначається як аспект саморегуляції особистості, що включає процеси формування та адаптації реакцій на змінливі умови під впливом особистого, соціального та культурного досвіду.